# Battaglia di Durazzo (1918)
La seconda battaglia di Durazzo (anche nota come bombardamento di Durazzo) fu uno scontro navale del teatro del Mediterraneo della prima guerra mondiale: il 2 ottobre 1918 una forza navale Alleata comprendente unità italiane, britanniche, statunitensi ed australiane attaccò il porto di Durazzo, nell'Albania centrale, da tempo una base navale della marina militare austroungarica (k.u.k. Kriegsmarine); le unità alleate bombardarono il porto provocando gravi danni alle strutture ed obbligando alla ritirata le poche unità navali austroungariche ancora presenti al suo interno.

## Antefatti
Il 14 settembre 1918 le forze Alleate schierate lungo il fronte della Macedonia lanciarono una massiccia offensiva contro le posizioni degli Imperi centrali nella regione, provocandone il collasso dopo le vittorie nelle battaglie di Dobro Pole (15 settembre 1918) e di Doiran (18-19 settembre 1918); a fine settembre la Bulgaria fu costretta a chiedere l'armistizio, e le forze Alleate iniziarono quindi la loro marcia verso nord, in direzione dei confini dell'Austria-Ungheria. Il comandante in capo delle forze alleate schierate nei Balcani, il francese Louis Franchet d'Esperey, richiese quindi alla marina militare francese di intraprendere un'azione per bloccare il porto di Durazzo, importante via di rifornimento per le forze austroungariche: il governo francese richiese l'autorizzazione per l'attacco a quello italiano, il quale si assicurò che tale rilevante azione fosse condotta sotto il suo comando.
Il 26 settembre 1918 il comandante delle forze navali italiane, ammiraglio Paolo Thaon di Revel, diede il suo assenso all'operazione, affidata alla conduzione dell'ammiraglio Osvaldo Paladini: all'azione di fuoco contro la base sarebbero stati destinati due gruppi di incrociatori, uno italiano con gli incrociatori corazzati San Giorgio, Pisa e San Marco scortati da otto cacciatorpediniere britannici e sette torpediniere italiane, ed un secondo britannico con gli incrociatori leggeri HMS Lowestoft, HMS Dartmouth e HMS Weymouth scortati da quattro cacciatorpediniere; di scorta ai due gruppi avrebbero operato anche undici cacciasommergibili statunitensi e quattro MAS italiani, mentre per prevenire l'intervento di una squadra navale austroungarica dalla base di Cattaro furono dislocate in tre zone a nord di Durazzo altrettanti gruppi navali di protezione, uno con la nave da battaglia italiana Dante Alighieri scortata da quattro incrociatori leggeri e due cacciatorpediniere, uno con tre incrociatori leggeri britannici scortati da quattro cacciatorpediniere (tra cui due unità australiane, i cacciatorpediniere HMAS Swan e HMAS Warrego), ed uno con tre incrociatori leggeri italiani.
L'avanzata delle forze Alleate in Macedonia aveva del resto convinto gli austroungarici a dare avvio all'evacuazione dell'esposta posizione di Durazzo, operazione iniziata il 28 settembre 1918 e che secondo i piani avrebbe dovuto concludersi in due settimane; di conseguenza le unità dislocate nello scalo albanese erano state considerevolmente diminuite, riducendosi ai due cacciatorpediniere Dinara e Scharfschutze, alla torpediniera TB 87 e ai due sommergibili SM U-29 e SM U-31, sotto il comando del capitano di corvetta Heinrich Pauer.

## La battaglia
Le unità Alleate lasciarono il porto di Brindisi alle 7:00 del 2 ottobre 1918, dirigendosi alla volta delle coste albanesi; nel corso della mattinata sette ondate distinte di bombardieri italiani e britannici, decollati dalle basi in Puglia, attaccarono le postazioni dell'artiglieria costiera nei dintorni del porto, prima che alle 12:10 le unità navali iniziassero il tiro: le unità Alleate si dispiegarono in due colonne parallele con i britannici più vicini alla costa, e gli incrociatori italiani aprirono per primi il fuoco da una distanza di circa 12 200 metri.
Mentre ancora era in corso il tiro si verificarono diverse azioni: la nave ospedale austroungarica Baron Call fu avvistata mentre lasciava il porto e venne subito affiancata da due cacciatorpediniere britannici e due cacciasommergibili statunitensi che, dopo averla ispezionata, la lasciarono libera di proseguire alla volta di Cattaro. Verso le 12:20 i due cacciatorpediniere e la torpediniera austroungarica furono visti lasciare il porto dal lato sud, e i quattro MAS italiani si lanciarono subito all'attacco: una delle unità italiane fu colpita e danneggiata ma tutte riuscirono a lanciare i loro siluri, uno dei quali colpì la TB 87 senza tuttavia esplodere; le unità austroungariche scambiarono colpi anche contro i cacciatorpediniere britannici che tentavano di bloccarle, e lo Scharfschutze riportò alcuni danni oltre a due morti e cinque feriti gravi. Le tre unità austroungariche riuscirono tuttavia a sganciarsi ed a ripiegare verso Cattaro.
Intorno alle 12:42 al fuoco contro il porto si unirono anche i tre incrociatori leggeri britannici: poco dopo aver iniziato il tiro, tuttavia, l'incrociatore Weymouth fu colpito da un siluro del sommergibile austroungarico U-31, che con il gemello U-29 stava cercando di allontanarsi in immersione, riportando gravi danni a poppa e perdendo quattro uomini ma riuscendo a rimanere a galla, rientrando poi alla base assistito dai cacciatorpediniere; i due sommergibili furono sottoposti a lungi attacchi con bombe di profondità da parte dei cacciasommergibili statunitensi, riportando danni ma riuscendo tuttavia a dileguarsi.
Il bombardamento del porto si interruppe verso le 12:55, e le unità Alleate iniziarono il rientro alla base: le strutture portuali e militari di Durazzo avevano subito danni (anche se, a detta del comando austroungarico, non molto elevati), e forte era stato l'impatto sul morale degli abitanti della città; dei piroscafi austroungarici ancorati in rada, uno (lo Stambul) era stato affondato mentre altri due (il Graz e lo Herzegovina) danneggiati.
Per la sua vicinanza al porto, anche la città vecchia fu gravemente colpita e diversi edifici pubblici furono distrutti, tra cui il palazzo reale che, gravemente danneggiato e non restaurato, fu definitivamente raso al suolo da un terremoto nel 1926.

Il 10 ottobre le ultime unità austroungariche lasciarono Durazzo, che fu infine occupata dagli italiani il 16 ottobre seguente.